# Gashō Yamamura
Gashō Yamamura (山村 雅昭, Yamamura Gashō, 1939-1987) est un photographe japonais, premier lauréat du prix Ina Nobuo en 1976.